# Stadtbibliothek Leipzig

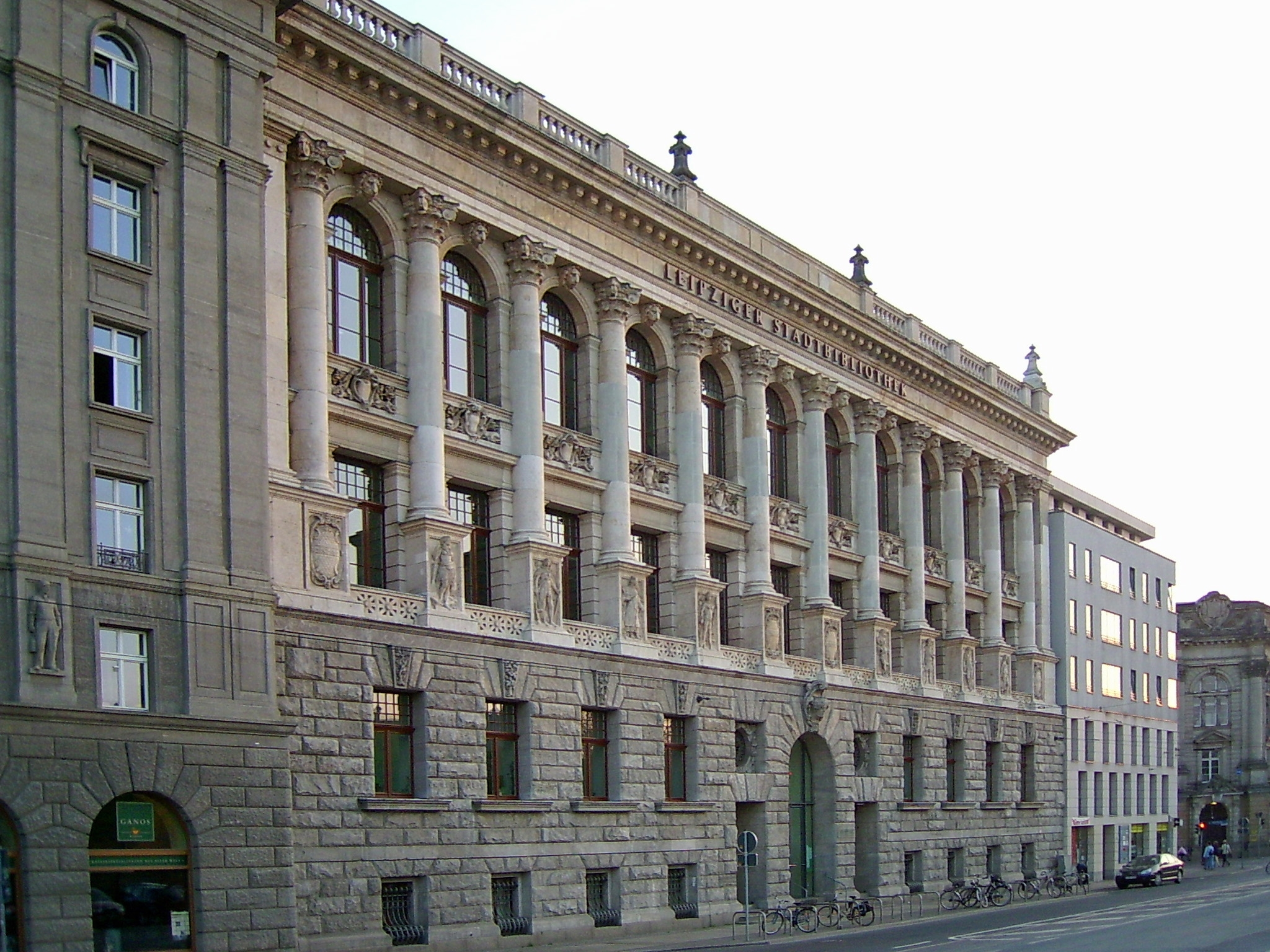
Das Gebäude des alten Grassimuseums, seit 1991 Zentrale der Leipziger Städtischen Bibliotheken

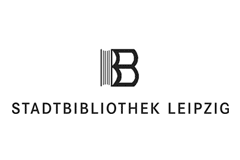
Logo

Die Stadtbibliothek Leipzig ist ein Teil des kommunalen Unternehmens „Leipziger Städtische Bibliotheken“.
Der Bestand der Leipziger Städtischen Bibliotheken umfasst heute rund eine Million Bücher, Noten, Zeitschriften, CDs, Videokassetten, DVDs, Hörbücher und Spiele. Die Leipziger Städtische Bibliotheken haben 15 Zweigstellen in den  Leipziger Stadtteilen und eine Fahrbibliothek. Das Hauptgebäude wurde am 27. Oktober 2012 nach zweijähriger Renovierung wiedereröffnet. Die Bibliothek hatte 2022 einen Einkaufsetat von rund 1,3 Mio. Euro; 1,1 Mio. Besucher liehen 4 Millionen Medien aus, es gab 1600 Veranstaltungen und 124 Personalstellen.

## Geschichte

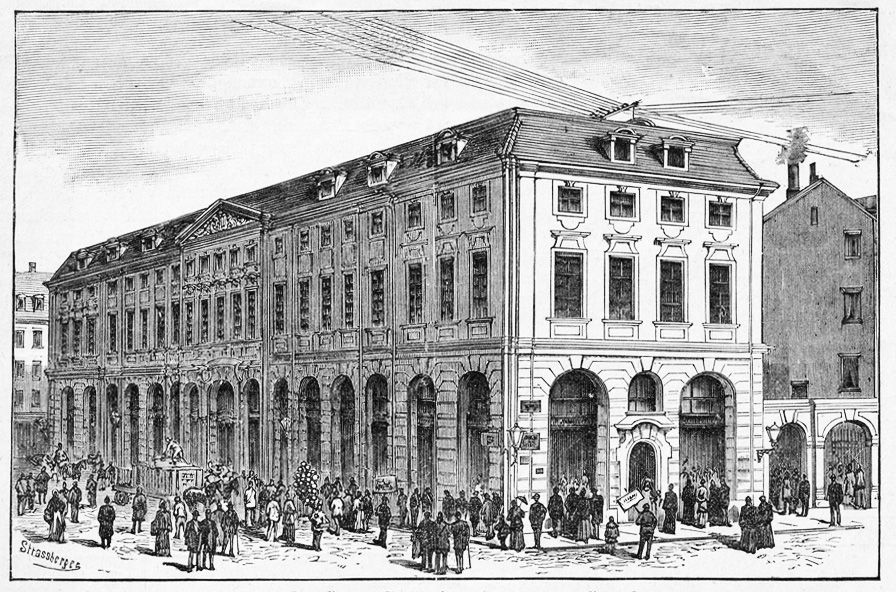
Bibliotheksgebäude 1755 von Friedrich Seltendorff

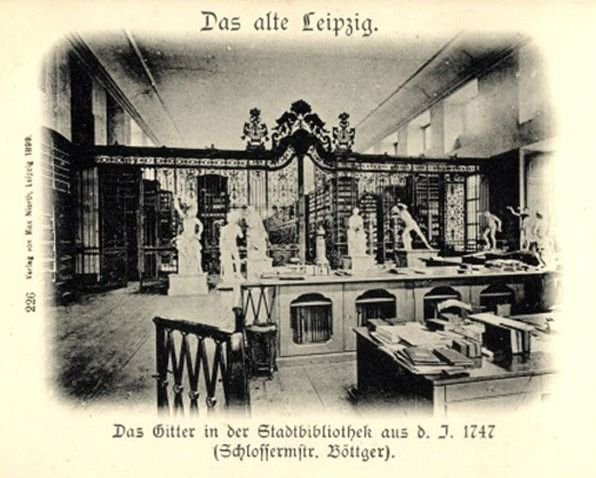
Historischer Lesesaal

Nachdem Huldreich Groß 1677 der Stadt seine Sammlung von 4.000 Büchern geschenkt und noch dazu sein gesamtes Vermögen vererbt hatte, war Leipzig bereit, eine Bibliothek zu eröffnen, die für alle Studierenden und Lernwilligen geöffnet sein sollte. Diese Ratsbibliothek, auch Bibliotheca Senatus Lipsiensis, war anfangs im 1. Obergeschoss des Zeug- und Gewandhauses am Neumarkt beheimatet. Durch Spenden und Zukäufe wurde die Sammlung ständig erweitert. Aus diesem Grund wurde ein dauerhaftes Konto bei der Stadtkasse eingerichtet und ein Bibliothekar berufen. Nach der feierlichen Eröffnung 1711 wurde die Bibliothek von dem damaligen Vorsteher, Ratsherrn und Universitätsprofessor Johann Jacob Mascov in eine wissenschaftliche Bibliothek umgewandelt. Wegen des gewachsenen Bestandes wurde ein Bibliotheksgebäude 1755 von Friedrich Seltendorff errichtet und eingeweiht. Dieses Gebäude galt mit seiner barocken Fassade als das schönste Bibliothekshaus Deutschlands.
1832 wurde die Ratsbibliothek zur heutigen Stadtbibliothek erklärt. Unter Robert Naumann wuchsen die Bestände der Bibliothek auf 100.000 Stück an, und die erste Fachzeitschrift über das Bibliothekswesen wurde herausgegeben, die Serapeum – Zeitschrift für Bibliothekswissenschaft, Handschriftenkunde und ältere Literatur. Von Karl Heinrich Pölitz und Carl Ferdinand Becker wurde die Musikabteilung der Bibliothek ins Leben gerufen.
Nach Erweiterungen der zwei Städtischen Bücherhallen 1925 (3. Bücherhalle), 1929 (4. Bücherhalle) und 1930 (Neubau an der 2. Bücherhalle) wurden große Teile der Bibliothek durch Luftangriffe während des Zweiten Weltkrieges zerstört, vor allem beim Luftangriff am 4. Dezember 1943. Der Leiter Johannes Hofmann (1888–1954) hatte nur unzureichend für eine Sicherung der Bestände gesorgt. Nachdem die 3. Bücherhalle von der Sowjetunion beschlagnahmt wurde, erhielt diese 1946 neue Räume in Barthels Hof. 1951 wurde die Stadtbibliothek in eine Volksbücherei umgewandelt und 1954 gründete sich aus der städtischen Musikbücherei und der Musikbibliothek Peters die Musikbibliothek Leipzig. 1958 und 1973 wurden die Volksbücherei (ehemalige Stadtbibliothek), die Musikbibliothek, die Bücherhallen und die Volksbüchereien zur Stadt- und Bezirksbibliothek Leipzig vereinigt. Ebenfalls 1973 wurden die ersten Fahrbibliotheken eingesetzt.
Da Barthels Hof Anfang der 1980er Jahre stark verfallen war, musste die Bibliothek 1984 in Ausweichquartiere in Grünau verlegt werden. Seit 1990 gibt es ein Literaturarchiv, in dem die Nachlässe von Schriftstellern der Region gesammelt werden. 1991 wurde die Stadt- und Bezirksbibliothek Leipzig in Leipziger Städtische Bibliotheken umbenannt und zog an den heutigen Standort am Wilhelm-Leuschner-Platz, ins ehemalige Alte Grassimuseum.
Aufgrund von Sanierungsmaßnahmen befand sich ein Teil der Bestände der Stadtbibliothek von Anfang 2010 bis August 2012 in einem Interimsstandort im Städtischen Kaufhaus. Es waren dort rund 250.000 Medien zugänglich. Nach dem abgeschlossenen Rücktransport der über 430.000 Medien wurde die Leipziger Stadtbibliothek am Wilhelm-Leuschner-Platz Ende Oktober 2012 wiedereröffnet. Die Kosten betrugen rund 15 Millionen Euro.
Nach den Corona-Jahren stiegen die Nutzerzahlen wieder auf das Niveau von 2019. Die Zahl der Veranstaltungen stieg auf über 2000; diese wurden von 50.000 Menschen besucht.

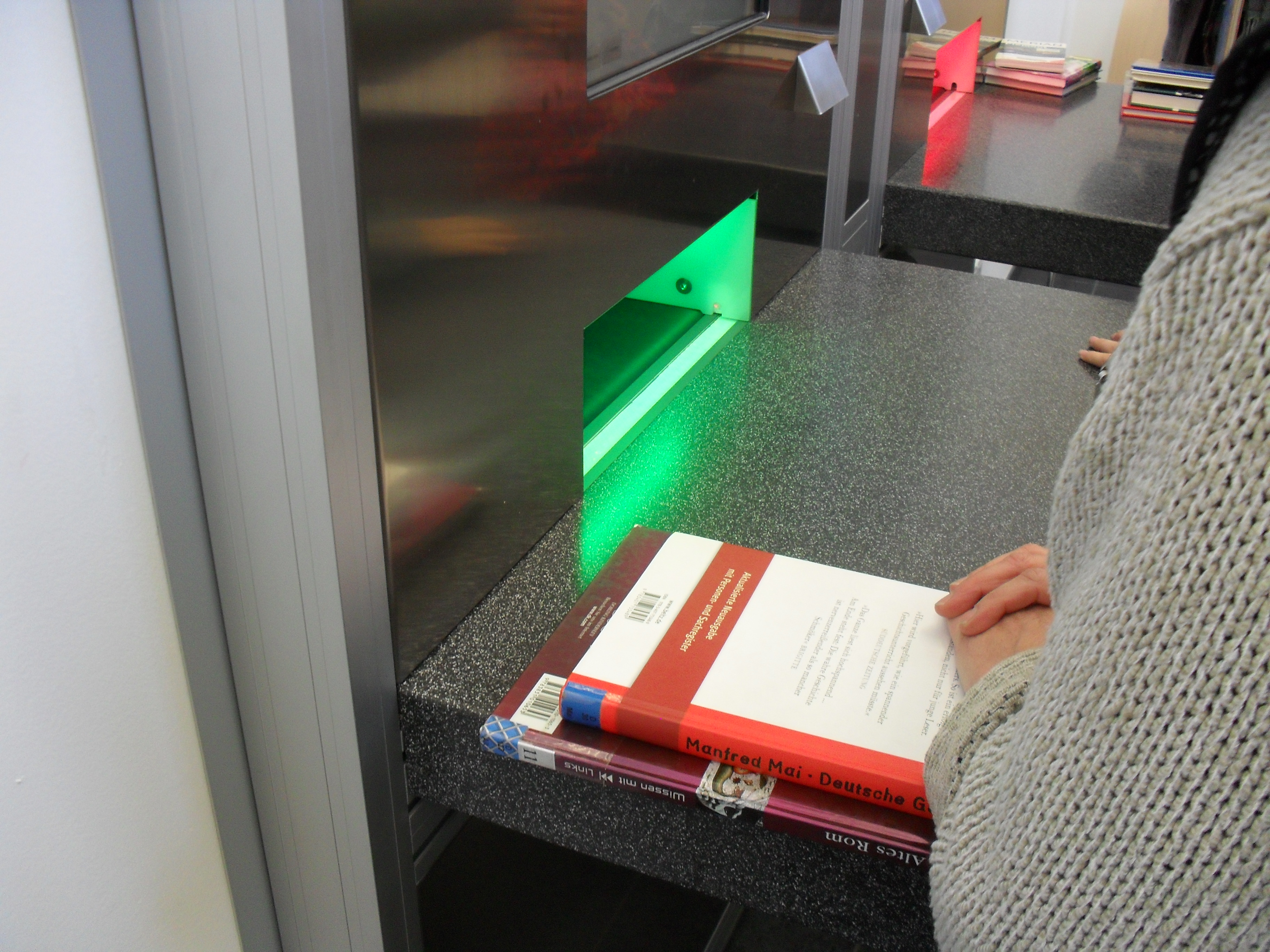
Automatische Bücherrückgabe (RFID) im renovierten Neubau der Leipziger Stadtbibliothek

## Angebote
Seit 2011 wird in allen Städtischen Bibliotheken RFID-Technik eingeführt, mit deren Hilfe es möglich ist, Medien selbstständig auszuleihen und auch außerhalb der Öffnungszeiten abzugeben.
Im Oktober 2010 wurde ein Online-Angebot eröffnet, welches digitale Bücher (E-Books), elektronische Zeitungen und Zeitschriften (E-Papers) via PressReader, sowie Videos (über filmfriend)   und Musik anbietet. Die Online-Bibliothek wird von der DiViBib GmbH aus Wiesbaden unter dem Namen Onleihe betrieben.
Seit 1997 beherbergt das Hauptgebäude am Wilhelm-Leuschner-Platz zudem die Leipziger Lyrikbibliothek, eine der größten Sammlungen internationaler zeitgenössischer Dichtung in Deutschland.

## Außenstellen
Die Leipziger Städtischen Bibliotheken betreiben außer der zentralen Stadtbibliothek auch Stadtteilbibliotheken in Böhlitz-Ehrenberg, Gohlis, Grünau (3), Holzhausen, Lützschena-Stahmeln, Mockau, Paunsdorf, Plagwitz, Reudnitz-Thonberg, Schönefeld, Volkmarsdorf, Wiederitzsch und der Südvorstadt. Des Weiteren besitzt das kommunale Unternehmen einen Bus, welcher als Fahrbibliothek genutzt wird und weitere Ortsteile anfährt. Im Neuen Rathaus betreiben die Städtischen Bibliotheken außerdem die Verwaltungsbibliothek, in der Medien zu den Themenbereichen Recht und Verwaltung gesammelt sind.

## Leitungen
- Gustav Wustmann wurde 1881 erster hauptamtlicher Direktor der Stadtbibliothek und des Ratsarchives
- Ernst Kroker (1859–1927) wurde 1911 Direktor des Ratsarchives und Oberbibliothekar der Stadtbibliothek und amtierte bis 1924
- 1913 wurde Walter Hofmann (1879–1952) zum Direktor der Städtischen Bücherhallen zu Leipzig berufen
- 1924 übernahm Johannes Hofmann das Direktorat der Stadtbibliothek und des Ratsarchivs. Als NS-Parteigänger wurde er im Sommer 1945 entlassen
- Ernst Adler, im Widerstand gegen das NS-Regime aktiver Bibliothekar, wurde 1945 neuer Direktor der Städtischen Bücherhallen
- Edith Rothe, Tochter des ehemaligen Leipziger Oberbürgermeisters Carl Wilhelm August Rothe, amtierte von 1946 bis 1951 als Leiterin der Stadtbibliothek[9]
- Georg Anders, Direktor von 1951–1971
- N.N.
- Reinhard Stridde war Leiter der Leipziger Stadtbibliothek von 1983 bis 2005
- Arne Ackermann leitete von Mai 2006 bis Dezember 2012 die Leipziger Städtischen Bibliotheken
- Susanne Metz übernahm im August 2013 die Leitung der Leipziger Städtischen Bibliotheken